# Hong Kong Masters
Die Hong Kong Masters sind ein Einladungsturnier in der Billardvariante Snooker, das erstmals von 1983 bis 1988 in der britischen Kronkolonie Hongkong ausgetragen wurde. Nachdem die Stadt wieder in chinesischen Besitz übergegangen war, wurde das Turnier zu den Jubiläen der Wiederangliederung 2017 und 2022 neu belebt.

## Hintergrund
Das Hong Kong Masters wurde von Barry Hearn mit mehreren anderen Turnieren in Asien in den 1980er-Jahren etabliert. 1983 gab es die erste Austragung des Turniers im Queen Elizabeth Stadium mit vier Profispielern aus den Top 16 der Weltrangliste und zwei einheimischen Spielern. In den ersten Jahren schwankte die Teilnehmerzahl zwischen 6 und 10, jeweils mit der Chance für zwei Hongkonger Spieler, sich mit internationalen Topspielern zu messen. 1987 wurde das Turnier Teil der World Series of Snooker. Nach einem Sponsorwechsel wurde es umstrukturiert: 8 internationale Spieler trafen in Runde 1 auf 8 Spieler der Kolonie. Im Jahr darauf konnte noch einmal für dieses neue Format ein Sponsor gefunden werden, dann wurde das Masters eingestellt. Rekordsieger war Steve Davis, der in dieser Zeit auch Weltranglistenerster war.
1990/91 gab es mit der Hong Kong Challenge ein ähnliches Turnier auf dem Boden der britischen Kolonie.
1997 ging Hongkong nach Auslaufen der 99-jährigen Pacht wieder zurück an die Volksrepublik China und wurde zur Sonderverwaltungszone erklärt. Nachdem in den 2010er Jahren Snooker auch in China zu einer sehr populären Sportart geworden war, wurde das Hong Kong Masters 2017 anlässlich des 20-jährigen Jubiläums der Wiedereingliederung wiederbelebt und in den Turnierkalender der Snooker Main Tour aufgenommen. Ursprünglich war keine Wiederholung geplant. Ab 2020 fielen aufgrund der COVID-19-Pandemie alle Profiturniere in China aus. Als sich im Juli 2022 Hongkongs Zugehörigkeit zur Volksrepublik zum 25. Mal jährte, wurde das Masters ein weiteres Mal angesetzt und als erstes Turnier auf chinesischem Boden nach zweieinhalb Jahren Unterbrechung ausgetragen.

## Austragungen
| Jahr                                         | Austragungsort                               | Sieger                                       | Ergebnis                                     | Finalist                                     | Hauptsponsor                                 | Saison                                       |
| Hong Kong Masters – Einladungsturnier-Status | Hong Kong Masters – Einladungsturnier-Status | Hong Kong Masters – Einladungsturnier-Status | Hong Kong Masters – Einladungsturnier-Status | Hong Kong Masters – Einladungsturnier-Status | Hong Kong Masters – Einladungsturnier-Status | Hong Kong Masters – Einladungsturnier-Status |
| -------------------------------------------- | -------------------------------------------- | -------------------------------------------- | -------------------------------------------- | -------------------------------------------- | -------------------------------------------- | -------------------------------------------- |
| 1983                                         | Hongkong, Queen Elizabeth Stadium            | Doug Mountjoy                                | 4:3                                          | Terry Griffiths                              | Camus                                        | 1983/84                                      |
| 1984                                         | Hongkong, Queen Elizabeth Stadium            | Steve Davis                                  | 4:2                                          | Doug Mountjoy                                | Camus                                        | 1984/85                                      |
| 1985                                         | Hongkong, Queen Elizabeth Stadium            | Terry Griffiths                              | 4:2                                          | Steve Davis                                  | Camus                                        | 1985/86                                      |
| 1986                                         | Hongkong, Queen Elizabeth Stadium            | Willie Thorne                                | 8:3                                          | Dennis Taylor                                | Camus                                        | 1986/87                                      |
| 1987                                         | Hongkong, Queen Elizabeth Stadium            | Steve Davis                                  | 9:3                                          | Stephen Hendry                               | Rileys                                       | 1987/88                                      |
| 1988                                         | Hongkong, Queen Elizabeth Stadium            | Jimmy White                                  | 6:3                                          | Neal Foulds                                  | LEP                                          | 1988/89                                      |
| 2017                                         | Hongkong, Queen Elizabeth Stadium            | Neil Robertson                               | 6:3                                          | Ronnie O’Sullivan                            | –                                            | 2017/18                                      |
| 2022                                         | Hongkong, Hong Kong Coliseum                 | Ronnie O’Sullivan                            | 6:4                                          | Marco Fu                                     | –                                            | 2022/23                                      |